# TMB Bank
TMB Bank Public Company Limited (thailändisch ธนาคารทหารไทย, RTGS: Thanakan Thahan Thai, übersetzt: „Thailändische Militärbank“), früher Thai Military Bank, ist ein Kreditinstitut in Thailand. Das Unternehmen ist im Bereich Privatkundengeschäft eine der größten Banken im Land. Seit 23. Dezember 1983 sind die Aktien des Unternehmens im SET Index an der Stock Exchange of Thailand gelistet.

## Geschichte
Die Bank wurde am 5. November 1957 gegründet, um Angehörigen der thailändischen Streitkräfte und deren Familien finanzielle Dienste bereitzustellen. Ebenso wurde das Geschäft mit Wechselstuben an internationalen thailändische Flughäfen und Touristenorten rege betrieben. Inzwischen werden durch die Privatisierung von TMB Finanzdienstleistungen auch anderen Kunden angeboten.

## Anteilseigner
Wesentliche Aktionäre zum 6. Mai 2012:
- Thailändisches Finanzministerium – 26,11 %
- ING Bank – 25,20 %
- Thai NVDR Co. Ltd. – 5,61 %
- DBS Bank Singapur – 3,26 %
- JPMorgan Special Situations (Mauritius) Limited – 2,26 %
- SCB Dividend Stock 70/30 – 1,38
- Thailändische Streitkräfte – 1,37 %
- State Street Bank Europe – 1,01 %
- บริษัท ไทยประกันชีวิต จำกัด (Lebensversicherung Thai Life) – 0,77 %
- SCB Stock Plus – 0,54 %